# DAZUI
DAZUI是中国漫画家，曾于《公主志》、《漫画BAR》《卡通王》等杂志刊登短篇，在《漫画SHOW》上连载《梵诺之零》，《漫友》上连载《星术不正》。

## 秤砣殺手
在2012年4月10日推出单行本1-3册，漫画讲述想成为杀手皇帝姬子烨、有“十不杀”原则的杀手文真和书生李牧斯，三人碰到变成旅行团，踏入江湖的故事。漫画以虚写实。于2012年4月29日签售。